# Daniel Cramer

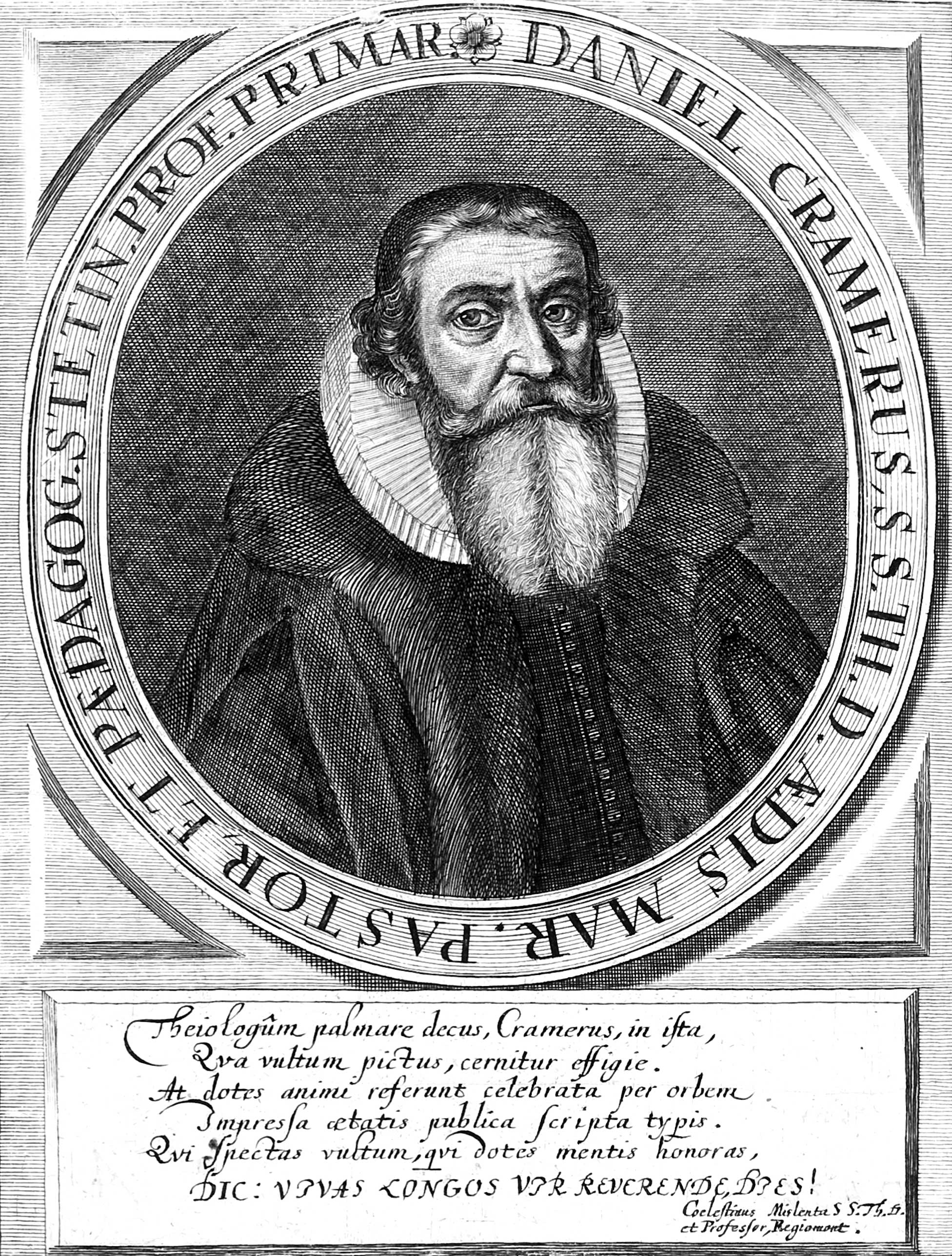
Daniel Cramer.

Daniel Cramer ( Daniel Candidus ) (20 de enero de 1568 - 5 de octubre de 1637) fue un teólogo y escritor luterano alemán de Reetz (Recz), Brandeburgo . Fue oponente de los ramists y de los jesuitas .

## Vida
A lo largo de su vida, Daniel Cramer, ejerció como profesor y archidiácono en Stettin . En la década de 1590, estuvo en la Universidad de Marburg, escribiendo sobre Aristóteles .  

## Escritos
La obra con la cual se recuerda a  Cramer es por su libro emblema La Verdadera Compañía de Jesús y la Rosa Cruz (1617).La obra gozó de tal popularidad que fFue reimpreao con distintos títulos: Emblemata sacra (1624), y Emblematum sacrorum (1627), compuesta con el académico y poeta Conrad Bachmann (1572-1646). La edición de 1624 (con 50 emblemas) es la más conocida. A esto le siguió la Octaginta emblemata moralia nova (1630). El denominador común de todos los emblemas de Cramer es un corazón místico, representado en las más diversas situaciones: encadenado, coronado, clavado en una cruz, en las raíces de un rosario, dotado de alas, minado por el diablo, etc.
Los libros de emblemas realizados por Daniel Cramer son considerados por algunos estudiosos (por ejemplo Adam McLean y Giordano Berti) como expresiones del movimiento y filosofía rosacruz. De hecho, varias pistas sugieren que Cramer era miembro de la hermandad rosacruz y uno de sus más importantes representantes.
Daniel Cramer también escribió un drama neolatino y obras controvertidas sobre teología. Para el duque de Pomerania, Felipe II, participó en la redacción de la historia de la iglesia de Pomerania ;  Se registra su predicación frente a Philipp. 

## Obras
- Drama de Areteugenia
- Plagio (1593) drama
- Isagoge en Metaphysicam Aristotelis (1594)
- Sinopsis trium librorum rhetoricorum Aristotelis (Stettin, 1597)
- Extract und kurtzer warhafftiger Bericht vom Colloquio zu Regensburg, zwischen unsern Theologen... und den Gehsuiten (Stettin, 1602)
- Methodus concionandi, de interprete cujusvis textus biblici, tam artificiosa quam populari (Stettin, 1605)
- Das Grosse Pomrische Kirchen-Chronicon, cuatro volúmenes (Stettin, 1628)